# Longwood
Longwood és una població dels Estats Units a l'estat de Florida. Segons el cens del 2009 tenia 13.491 habitants.

## Demografia
Segons el cens del 2000, Longwood tenia 13.745 habitants, 5.025 habitatges, i 3.678 famílies. La densitat de població era de 997,6 habitants/km².
Dels 5.025 habitatges en un 35,1% hi vivien nens de menys de 18 anys, en un 55,8% hi vivien parelles casades, en un 12,6% dones solteres, i en un 26,8% no eren unitats familiars. En el 19,5% dels habitatges hi vivien persones soles el 8,2% de les quals corresponia a persones de 65 anys o més que vivien soles. El nombre mitjà de persones vivint en cada habitatge era de 2,68 i el nombre mitjà de persones que vivien en cada família era de 3,09.
Per edats la població es repartia de la següent manera: un 25,2% tenia menys de 18 anys, un 7,1% entre 18 i 24, un 30,4% entre 25 i 44, un 25% de 45 a 60 i un 12,4% 65 anys o més.
L'edat mediana era de 38 anys. Per cada 100 dones de 18 o més anys hi havia 89 homes.
La renda mediana per habitatge era de 51.667 $ i la renda mediana per família de 55.758 $. Els homes tenien una renda mediana de 36.309 $ mentre que les dones 27.113 $. La renda per capita de la població era de 21.714 $. Entorn del 6% de les famílies i el 6,6% de la població estaven per davall del llindar de pobresa.

## Poblacions més properes
El següent diagrama mostra les poblacions més properes.